# Roberto Hodge
Roberto Hodge Rivera (30 de juliol de 1944) és un exfutbolista xilè.

## Selecció de Xile
Va formar part de l'equip xilè a la Copa del Món de 1966.